# Ferocactus fordii
Ferocactus fordii – gatunek ferokaktusa pochodzący z Meksyku.

## Morfologia i biologia
Jest szarawozielony, kulisty. Osiąga 40 cm wysokości. Ma około 21 żeber z szarymi i wełnistymi areolami, osadzonymi co około 2 cm. Wyrasta z nich około 15 białych, przylegających cierni bocznych i 4 środkowe, z których jeden jest haczykowaty. Osiągają one 4 cm długości. Kaktus kwitnie latem, jego kwiaty są dzienne koloru różowego.

## Uprawa
Wymaga temperatury nie mniejszej niż 13 °C i dużego nasłonecznienia.